# هیو اف. دوررانت
هیو اف. دوررانت (انگلیسی: Hugh F. Durrant-Whyte؛ زادهٔ ۶ فوریهٔ ۱۹۶۱) دانشمند در زمینه رباتیک اهل استرالیا و از دانش‌آموختگان دانشگاه پنسیلوانیا است.